# Giro di Toscana 1943
Il Giro di Toscana 1943, diciannovesima edizione della corsa, valida come terza prova del Giro d'Italia di guerra, si svolse il 25 aprile 1943 su un percorso di 247 km con partenza e arrivo a Firenze. Fu vinto dall'italiano Olimpio Bizzi, che completò il percorso in 8h05'00" precedendo in volata i connazionali Glauco Servadei e Gino Bartali. Conclusero la prova, organizzata dal quotidiano La Nazione, 33 dei 47 ciclisti al via.

## Percorso
Partita da Firenze, la corsa (con un percorso similare all'edizione 1942) attraversò tra le altre località Pisa, Lucca (km 100), Vellano (salita), Montecatini Terme, Pistoia (km 159), Prato, le Croci di Barberino (salita), la Vetta le Croci (salita) e Fiesole, e si concluse dopo 247 km allo Stadio Giovanni Berta a Firenze.

## Ordine d'arrivo (Top 10)
| Pos. | Corridore            | Squadra     | Tempo    |
| ---- | -------------------- | ----------- | -------- |
| 1    | Olimpio Bizzi        | Viscontea   | 8h05'00" |
| 2    | Glauco Servadei      | Bianchi     | s.t.     |
| 3    | Gino Bartali         | Legnano     | s.t.     |
| 4    | Salvatore Crippa     | Aquilano    | s.t.     |
| 5    | Mario Ricci          | Legnano     | s.t.     |
| 6    | Severino Canavesi    | Gloria      | s.t.     |
| 7    | Giovanni De Stefanis | Bianchi     | a 1'15"  |
| 8    | Fiorenzo Magni       | Bianchi     | a 1'41"  |
| 9    | Osvaldo Bailo        | Viscontea   | s.t.     |
| 10   | Giulio Bresci        | S.C. Taddei | s.t.     |